# Arcady Boytler
Arcady Arcadievic Boytler Rososky (Moscú, 31 de agosto de 1895-Ciudad de México, 24 de noviembre de 1965) fue un productor, guionista y director de cine, conocido por sus filmes durante la época de oro del cine mexicano.
Boytler nació en Moscú, Rusia. Durante los años 20, comenzó a hacer comedias mudas. Fue colaborador de Sergei Eisenstein, era llamado «El Gallo Ruso», cuando llegó a México para filmar La mujer del puerto (1934). En 1937 filmó ¡Así es mi tierra!, que seguía el modelo de la película clásica de Fernando de Fuentes, Allá en el Rancho Grande.
Murió en el D. F. de un fallo cardiaco.

## Filmografía

### Cine en México
- Como yo te quería (1944) productor
- Amor prohibido (1944) director, productor y guionista
- Una luz en mi camino (1938) (aparición especial)
- El capitán aventurero (Don Gil de Alcalá) (1938) director y guionista
- Águila o sol (1937) director y guionista
- ¡Así es mi tierra! (1937) director y guionista
- Celos (1935) director, guionista y editor
- El tesoro de Pancho Villa (1935) director, guionista y editor
- Revista musical (1934) director
- La mujer del puerto (1934) director y editor
- Joyas de México (1933) director
- Mano a mano (1932) director y guionista
- Un espectador impertinente (1932) director, actor y guionista
- ¡Que viva México! (1930-32) extra

### Cine en Chile
- El buscador de fortuna (No hay que desanimarse) (1927) director y actor

### Cine en Alemania
- Boytler Tötet Langeweile (Boytler contra el aburrimiento/Pasatiempos de Boytler) (1922) actor y director
- Boytler gegen Chaplin (Boytler contra Chaplin) (1920) actor y director

### Cine en Rusia
- Arkadij Controller Spalnych Vagonov (ca. 1915) actor y director
- Arkadij Zhenitsa (ca. 1915) actor y director
- Arkadij Sportsman (ca. 1915) actor y director